# 窓

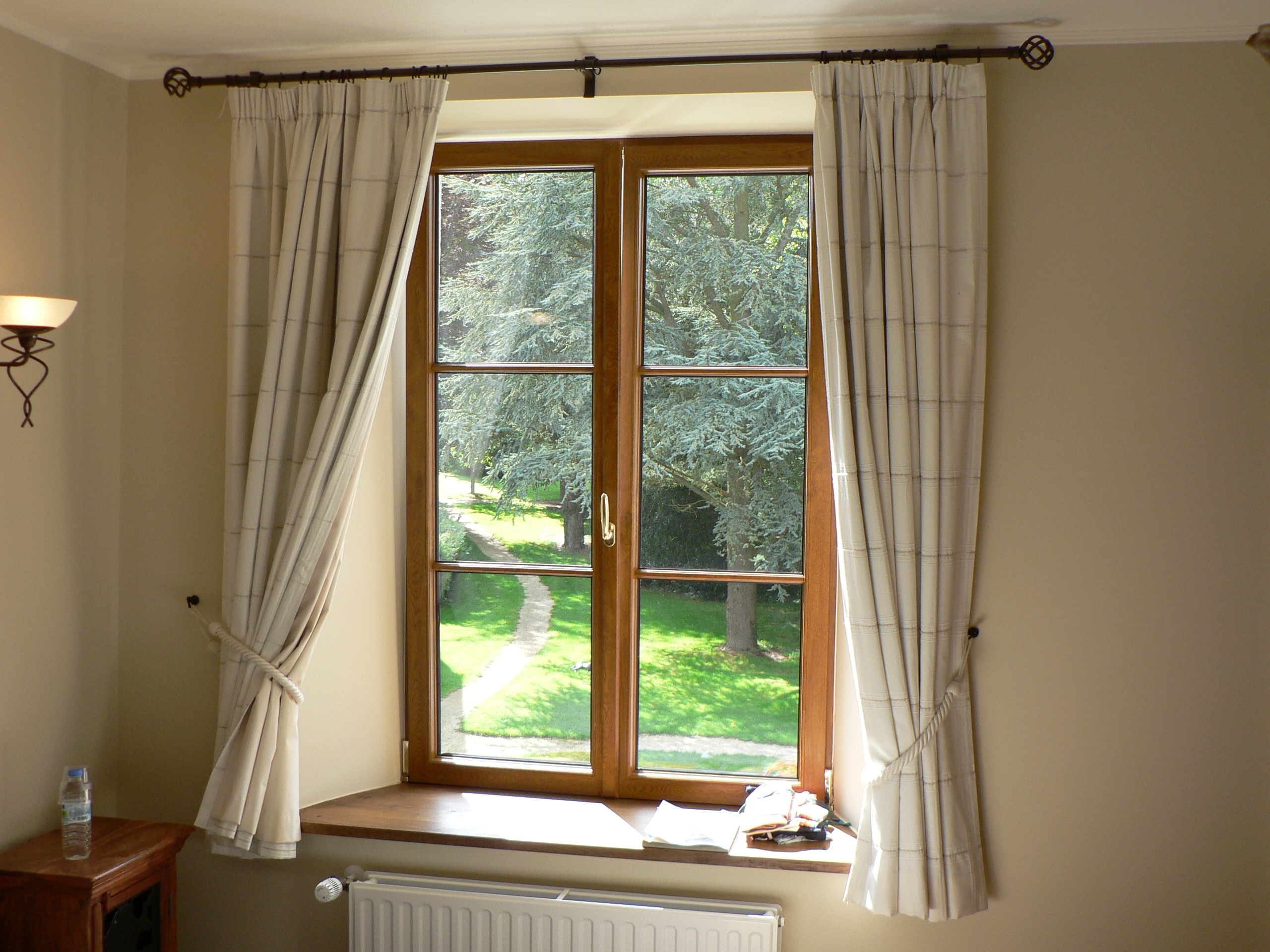
窓（部屋の中から）

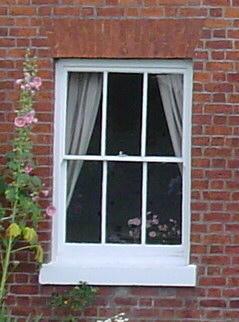
窓（部屋の外から）

窓（まど）とは、採光、通風、眺望といった目的のために日常は人の出入りに供さない開口部に設置される可動型もしくははめ込み型の建具。部屋や廊下などの建物の外壁部分や屋根などに設けられる。近代化された建物ではガラス戸などが取り付けられていることが多い。また、ステンドグラスなどの高度な装飾が施されることもある。自動車や鉄道車両などの車体、航空機の機体などにも設けられる。なお、自動車の窓についてはパワーウィンドウ、三角窓も参照。

## 窓の機能
窓は採光と通気を主な目的として設けられた壁面に施された開口部である。しかし通路のような人が通れる形状ではなく、開口部は腰より高い位置に設けられることが多い。通路としての開口部には、扉という構造が設けられるが、通路ではない壁の穴は、建具の有無にかかわらず窓と呼ばれうる。しかし近代化され高度化した多くの建築では、窓にこれを開閉しうる建具を設置する様式が主流である。
照明の乏しかった時代には自然光を取り入れるために非常に重要な装置であった。また外気を取り入れ内部の空気を排出するための通気口としても重要である。用途にもよって様々な窓が存在し、特定の目的に特化した窓や装飾された窓、所定の機能を追加された窓など様々な様式が存在する。

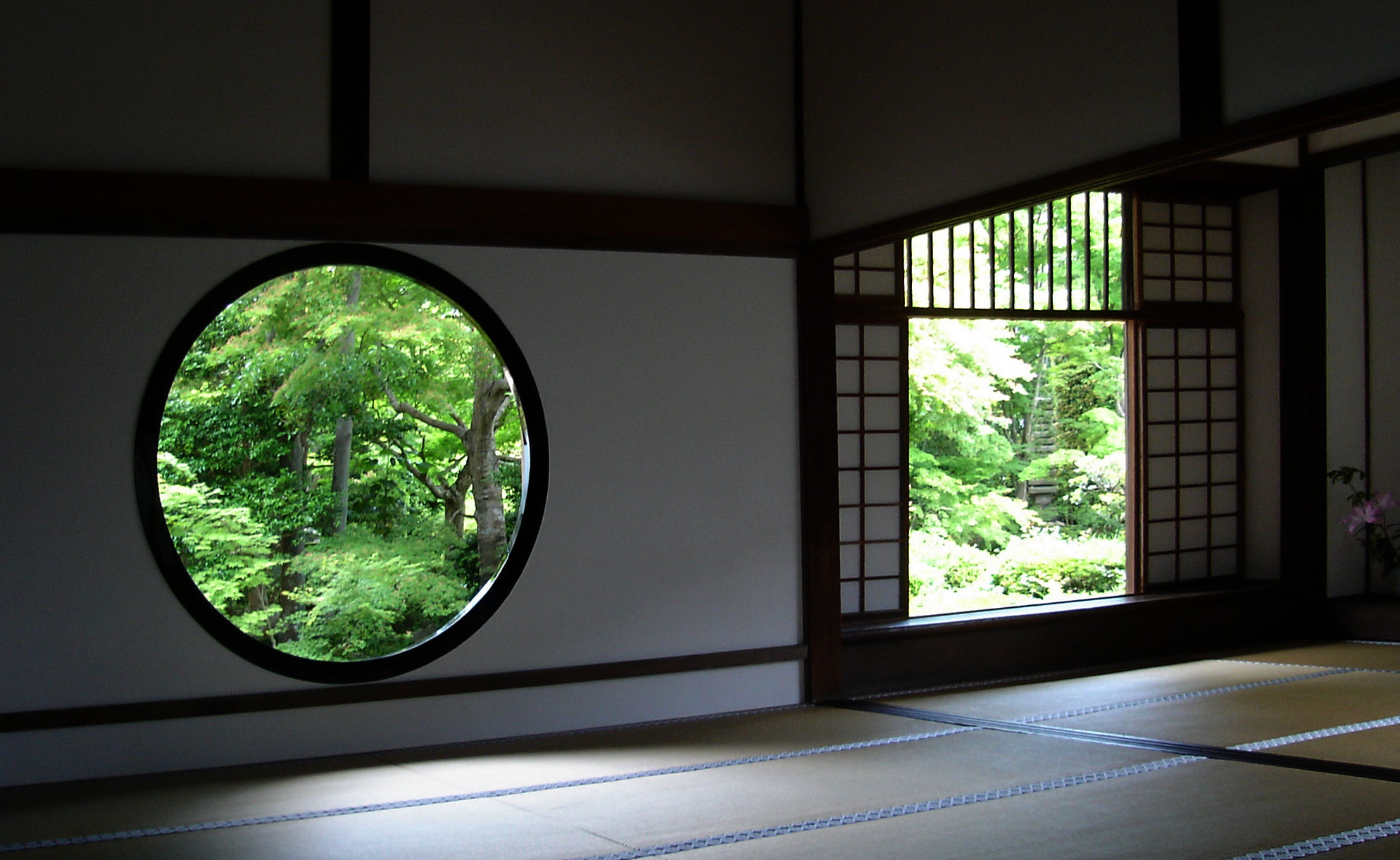
景色を見るための窓
悟りの窓と迷いの窓 — 源光庵（京都市北区鷹峯）

なお窓には、壁を通して風景を見るという機能がある。例えば茶室では、窓に取り付けられた障子を開け放つことで窓枠に切り取られた風景を室内に与え、その風情を楽しむことが出来る。こういった思想は茶室だけに限らず、多くの庭園を持つ建築様式では、窓から見える庭園の風景に配慮して庭の設計を行う傾向がある。特にこの「窓から見える景色」に特化したものの一つとして、例えば中国の蘇州にある古典庭園（→蘇州古典園林）にみられる「漏景」という様式では、庭園内に壁をしつらえ、透かし窓から風景を楽しむというものがある。

## 窓の構造
窓を塞ぐものが無い構造だと、開口部を通して外部から望まないものまでもが屋内に侵入してしまう。雨が降れば雨水が、春先や夏場には昆虫を含む動物などが、秋には落ち葉が、冬には寒風が吹き込んだりするし、あるいは泥棒のような望まれない闖入者が入り込む。その対策として窓に蓋をつける様式が一般的で、ガラスなどの透光素材が高価だった時代には木の蓋が取り付けられた。
窓には突然の雨に対応できるよう庇を付けたり内倒し窓にすることで雨水の侵入を防いでいる。
防犯上は格子などを取り付けたり、開口部の小さい幅細窓や小窓にするといった対策がとられる。

### 素材
- 窓ガラス、セレナイト (鉱物)（ローマ時代の窓にはめられた天然鉱物）
- 動物性素材の窓材：なめした薄い動物の皮、羊皮紙、膀胱、腸、薄くスライスした角、鱗皮（ドイツ語版）、マドガイ科（英語版）（カピス貝、窓貝)の貝殻[3][4][5][6]
- 植物性素材の窓材：リネン（de:Finestre impannate）、油を塗った紙、油布

## 窓の歴史
ヒト（ホモ・サピエンス）はアフリカの草原で発生したという説が有力で、当時は木や草を利用した簡単なシェルターで雨風をしのぎ、窓に相当するものは存在しなかったと考えられる。その後、道具や技術の発展で住居が発達し、窓が作られるようになった。石のブロックを積み上げたり、土を練って塗り固めた壁に開けられた穴は、当初は完全な穴だった。後に開口の外側を狭く、内側を広くすることで厚い壁でも幾らかでも多く採光しようとした工夫が、文化圏の別なく見られる。	 
後に窓に窓枠をはめ、四角い窓に四角い板で蓋が出来るようにしたものが登場したと考えられるが、これは文化圏にもよって、跳ね上げ式の蓋や観音開きの蓋、あるいは鎧戸のように複数の板を組み合わせ外気を通すよう工夫されたものや、透かし窓が開いているもの、ガラスなど透明な素材を組み込んだものなど多様化、後に金属加工技術の発達にも伴い、様々な様式が発達したと考えられる。

### ヨーロッパ

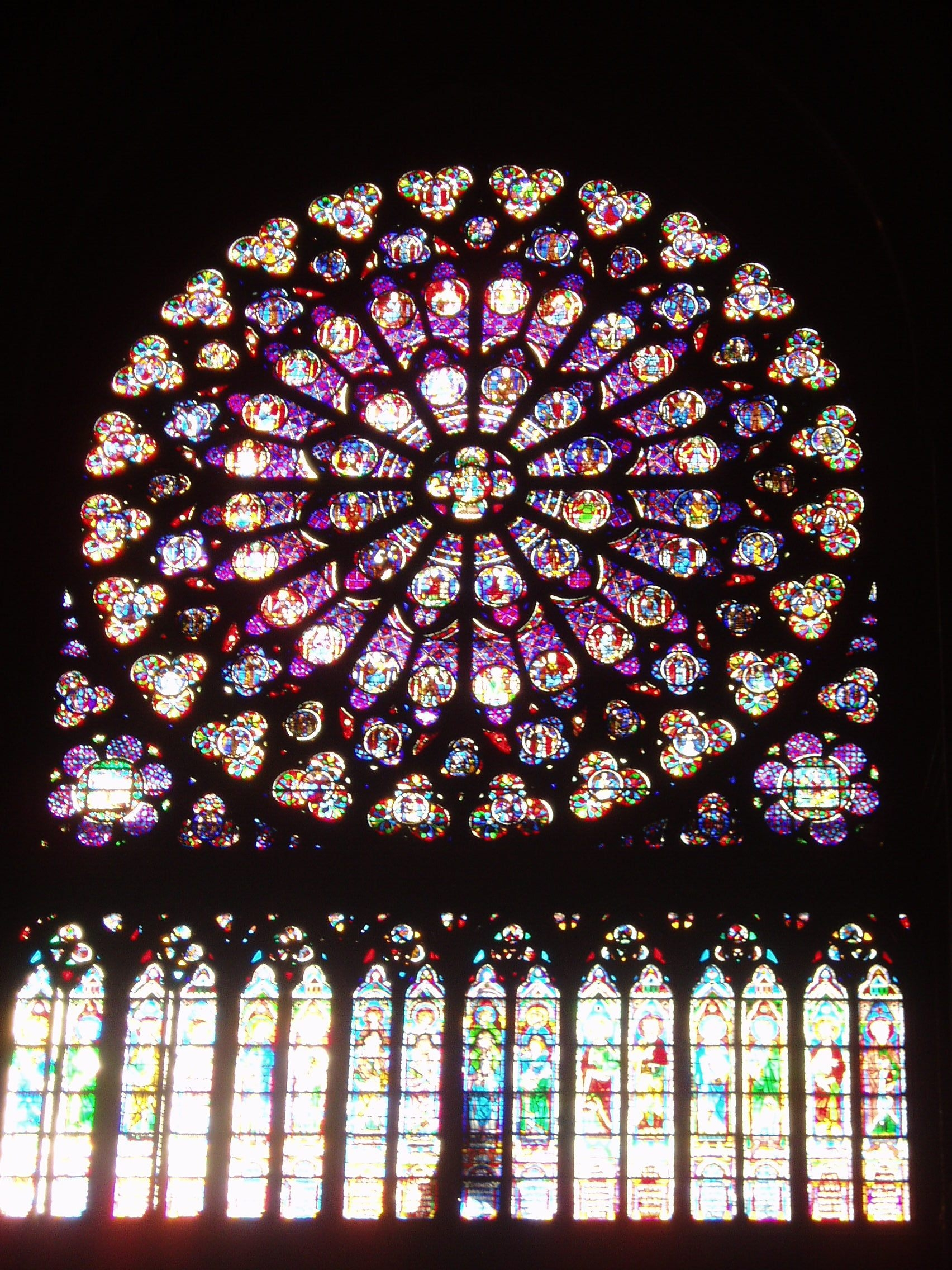
ノートルダム大聖堂 (パリ)のバラ窓

石や煉瓦による組積造建築を発達させていったヨーロッパでは、窓の実現にアーチ構造が広く用いられる。組積造建築物に開口部をとるには、窓の幅よりやや長い石材や木材のまぐさを渡すという技術も用いられたが、小さな部材同士の圧縮力で実現するアーチ構造により開口を保つ方式が広く定着する。アーチを用いた窓は、半円アーチ・ランセット型・直線アーチ・三弁アーチなどと様々な形状へと発展し、それに取り付けられる窓枠をも含めて意匠的にも洗練されていく。
ゴシック建築においては、ロマネスク建築の礼拝堂の薄暗さへの不満を解消する画期的な構造技術であるフライング・バットレスが発明され、窓を格段に大きくすることに貢献した。それまで身廊の壁を塞ぐように立っていた高い側廊は、その上部の機能を細いアーチ（フライング・バットレス）に譲ったのである。彩色の豊かなステンドグラスが発達したり、華麗なバラ窓が多く造られたりと、この頃「窓」は大きな躍進を遂げた。

### 日本

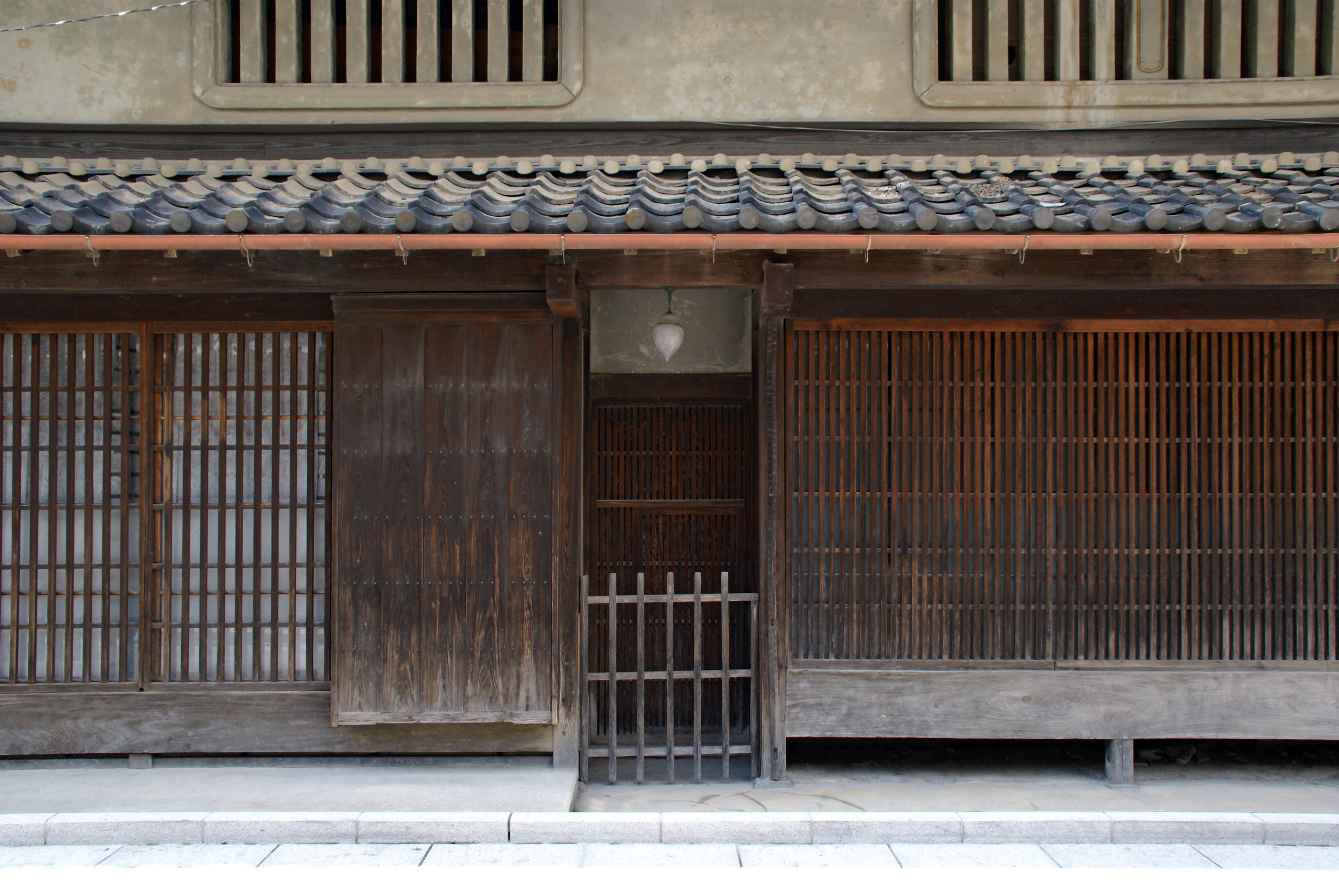
伝統的な商家建築の窓。二階には漆喰を塗った虫籠窓（むしこ-）、一階には大きさの異なる格子が用いられている。

日本では竪穴建物の時代には天井部に採光用と排煙用の開口部が見られたが、これには庇が設けられ、雨が吹き込まないようになっていた。その後日本家屋の技術が発達して障子のような紙を使った採光用の窓が長らく利用されていたと考えられる。この障子は開け放つことで換気の用も足し、また梅雨など湿度が高い季節でも建物の広い開口部により、晴れ間には開放して換気しやすい様式が発達したと考えられる。
後の洋風建築が導入されるようになった文明開化当初から昭和中期ごろまでは、様式の窓は窓枠やガラス板を支える枠組みは木製のものがほとんどだったが、工業の近代化にも伴って鉄の窓枠が、更にはアルミを中心とした金属製（サッシ）が多くなっている。さらに、平成に入ると、住宅の全ての窓に網戸が設置されるのが通例となってきている。
2011年に「窓の性能表⽰制度」が施行され、断熱性能、日射熱取得率がわかりやすく表示されるようになった。
現代的な窓プライバシー対策としては、建築物の窓には型ガラスやフィルムが用いられ、自動車の窓にはスモークフィルムなどが貼られる場合がある。ガラスは強い衝撃を受けると割れてしまう素材でもあるため、防犯のために合成樹脂のフィルムを接着した防犯ガラスや、火災の熱による変形を抑えるために金属線を挿入したラス入りガラスのような機能性ガラスも利用されている。また、窓に取り付ける防犯製品も多く登場しており、窓の開閉や揺れを感知したらスマートフォンに通知してアラームが作動したり、スマートフォンから戸締りされているかの確認ができるといった、IoTを活用した製品が登場している。

## 窓の分類

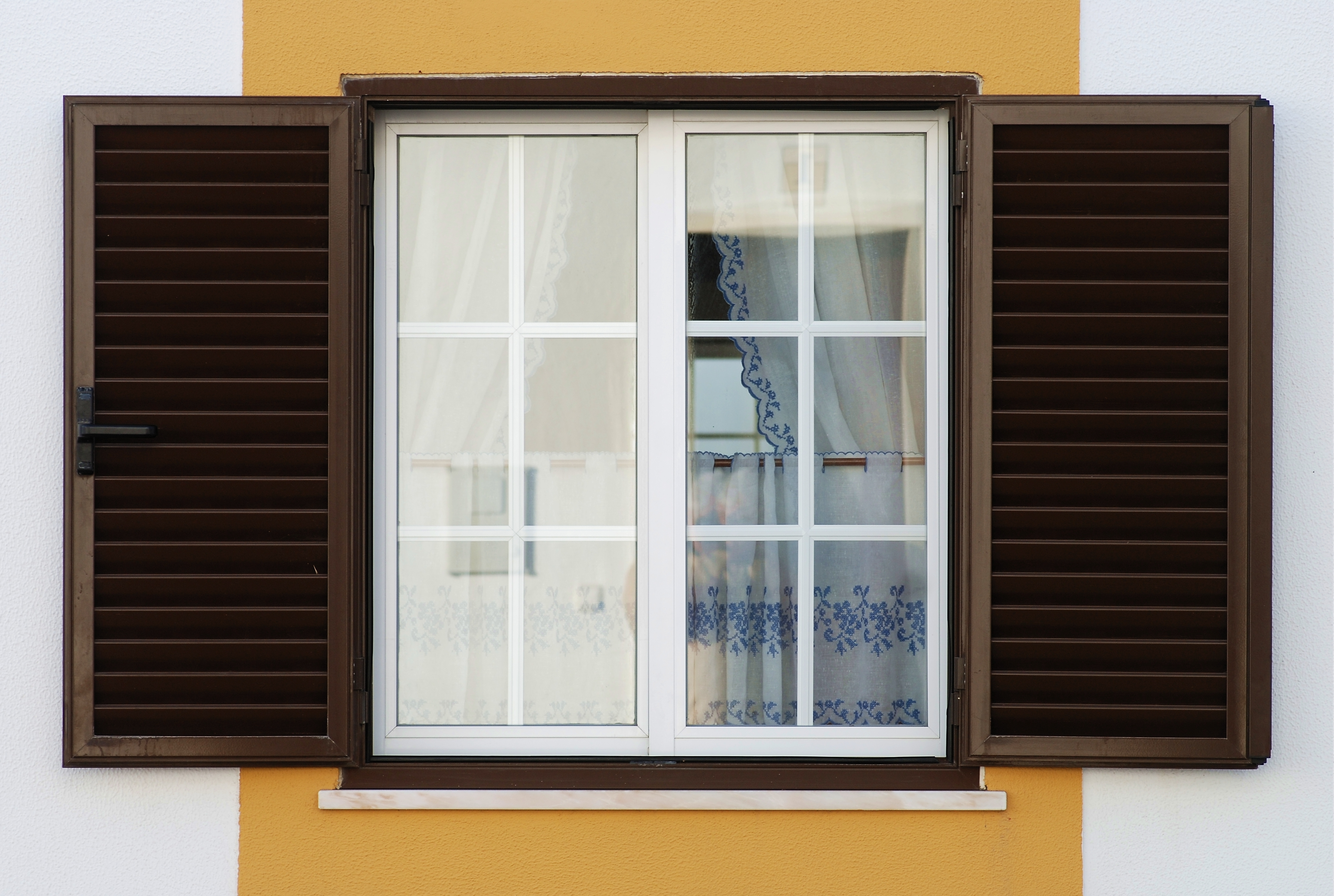
鎧戸（よろいど）がつけられた窓

### 開閉方法による分類
窓は、その開閉方法により以下のように分類される。
横引きレールにはめた窓を左右にスライドさせることで開閉する形式。開けた状態の窓を収納する戸袋などのスペースが必要である。
引き違い窓日本独自の開閉方式。横引きと同じく左右にスライドさせて開閉するが、原則として2枚の窓を相互にスライドするので、戸袋は必要ない。ガラス戸、網戸、鎧戸（よろいど）など複数の種類の建具を重ねて使用することができる。
引き込み窓
建具枠と1枚の引き戸で構成されたもの、引き戸を左右どちらか、横方向にスライドさせて開閉する方式。引き戸とFIX窓を組み合わせたり、両引き戸などもある。壁を半分にして、建具の納まる部分をつくったり、壁の内部に戸を仕舞えるようにする形式などがある。
開き窓蝶番などで取り付け、垂直方向の軸を中心に回転させて開閉する形式の窓。2枚の戸で構成され、左右に軸を設けたものを「両開き窓」、戸が1枚のみで構成されたものを「片開き窓」と呼ぶ。: 両開き窓は、蝶番（ちょうつがい）や、軸金物で止められた部分を軸にして回転し、戸が円弧を描いて前後に開閉する方式をいう。建具の可動域が大きく風に煽られたりすると、建具のガラスが破損・飛散する可能性があるので、あらかじめストッパーを付けておき、可動域のコントロールができるようにしておく。2枚の戸の大きさが大小あるときは、親子戸という。: 片開き窓は、欧米で一般的な窓であるが、日本でも一般的に使われるようになっている。両開き窓と同様に、蝶番（ちょうつがい）や、軸金物で止められた部分を軸にして回転し、戸が円弧を描いて前後に開閉する方式をいう。建具の可動域が大きく、風に煽られたりすると、建具のガラスが破損・飛散する可能性があるので、あらかじめストッパーを付けておき、可動域のコントロールができるようにしておく。
はめ殺し窓開閉のできない窓。フィックス窓とも呼ばれ、採光のみに供し、通風の機能が不要な場合に用いる。
上げ下げ窓ペアになった2枚の板を垂直のレールにはめ、ワイヤなどで連結し、連動させて上下に動かす窓。片方を引き下げるともう片方は上に移動する。
ルーバー窓（ジャロジー窓）横に細長いガラス板を、水平方向の軸を中心として回転させて開閉する形式の窓。ハンドルなどで開閉し、台所・便所・洗面所・収納などの換気を目的に用いることが多い。手の届かない壁面の高い位置に取り付ける場合は、リモコン操作により開閉できる電動タイプもある。
オーニング窓（オーニング・ウィンドウ）
ハンドル操作で開閉する、多段の滑り出し窓のこと。突き出し窓ともいう。複数の突き出し窓をもつもの。
滑り出し窓（すべり出し窓）窓枠の溝を建具が滑ると同時に、金具の回転によって外へ開きだす窓。戸先と吊元側の両方が開口するため、妻側の窓であっても、窓の外側をクリーニングすることができる。回転軸が縦の場合は「縦滑り出し窓」(ケースメント窓とも呼ぶ）、横の場合は「横滑り出し窓」と呼ばれる。
ドレーキップ内開き・内倒しの二通りの開き方を可能とした窓。ドイツ語の回す（ドレーン;drehen）と傾ける（キッペン;kippen）を合成した言葉である。: 通常は内側にわずかに倒して通風を行い、窓を拭く時や大きく開放したいときには内開きとする。ドイツではほとんどの建築の窓にドレーキップ窓が採用されている。
突上げ（つきあげ）木板の上部を取り付け、木板を押して水平方向の軸を中心に回転させて開け、竿で固定する形式。民家、町屋、茶室の天井、城郭の天守、櫓、櫓門などにも用いられる。とりで「突き上げ戸」、「突上げ戸」、「突上戸」ともいう。主に透明である。

### 配置による分類
窓は、その取り付け位置によって以下のように分類される。
腰窓
壁面の中ほどから上、ほぼ成人の腰の高さに設けられた窓で、換気の役割も大きい。
高窓（ハイサイドライト）
天井面に近く、高い位置にある窓。一般に採光窓として設けられる。
地窓
床面に接した位置にある窓。プライバシーを確保しながら、足元から風通しを得ることができる。
出窓
建物の壁面よりも前方に突き出す形で設置される窓。張り出した棚状部分に花や置物、ぬいぐるみを飾るなど、意匠的な愉しみをもたらす。角形のものはベイウインドウ、弓形のものはボウウインドウと呼ぶ。外壁から10～15センチくらい張り出した出窓をハーフ出窓と呼ぶ。それらのほか、オリエル窓もある。日本における区分では、台所出窓、三角出窓、三角（変型）出窓、コーナー出窓、トップライト出窓、ルーフレス出窓などがある。
天窓
屋根部分に設置する窓。ルーフウィンドウやトップライトとも呼ばれ、効率の良い採光が可能である。側窓採光に比べて採光量が多い。

掃き出し窓
窓枠の底辺が床面の位置にある窓。ゴミを掃き出せる形状に由来する。フランス窓ともいう。
ひじかけ窓
床に座ったときにひじがかけられる高さにつくる窓。和室など床に座って過ごす部屋につくることが多い。手窓ともいう。
連続窓
横方向に連続して配置した窓。建築家ル・コルビュジエの提唱した近代建築の五原則には、水平連続窓が挙げられている。中方立てのみで仕切られ、幾つかの窓を水平方向に帯のように横長に並べて構成したものを、リボンウィンドウという。小堀遠州設計の茶室「擁翠亭」（別名「十三窓席」・京都市）のような作例もある。

### 機能による分類
排煙窓単に排煙設備とも呼ばれる。通常ははめ殺し・採光用の窓であるものの、火災で室内の視界が悪化した場合に非常用のチェーンを引くと、掛け金が外れて煙が排出されるようになっている。煙が排出されやすいよう高い位置に設けられるが、物によっては閉める際には手動で閉じなければならず、誤って開けてしまうと閉めるのが厄介である。
脱出窓乗物などに設けられており、通常ははめ殺しとなっているが、非常時にはレバー操作などで窓枠やフレームごと取り外せる。また、ビルディングなどでは脱出用設備（綱梯子）やシューターなどが用意されている窓がある。これらは大きく開く構造となっていて、廊下や通路にあり、下向きの赤い三角のシールが窓に張ってある。はしご車が被災者を救助するために利用する場合もある。

## 日射遮蔽物の設置
窓には外部からの視線や日射を和らげるため室内側にカーテンやブラインドなどのインテリア部材が取り付けられることがある。ただし、カーテンやブラインドは取り付け方によっては窓の開閉や通風の妨げとなることがある。

## 文化
- 窓税 - 17から19世紀のイギリス・フランス・アイルランドで家の窓に税がかかった。税から逃れるため窓をレンガで塞いだ。
- 割れ窓理論
- プラハ窓外放出事件
- フォルトチカ（英語版） - ロシアなどの寒冷地に見られる窓にある小窓。
- 窓 (骨) ：爬虫類などの頭骨側頭にある鼻孔、前眼窩窓、側頭窓などの穴。

### 乗り物の窓
- 飛行機の窓 ‐ 操縦席の窓は風防、キャノピーと呼ばれる。乗客室の窓は、角型で設置したDH.106 コメットでの連続墜落事故の教訓から力が分散しやすい角が曲線の型となっている[24][25]。
- 船・宇宙船・潜水艇の窓 ‐ 舷窓は波の力などで壊れないよう丸型となっている。
- 旋回窓 - 氷が付着しやすい乗り物は、回転し続ける窓によって着氷を防いでいる。

### ことわざ・慣用句
窓の蛍・窓の雪「蛍雪の功」に由来する言葉で、苦学するさまをさす。蛍の光で勉強をしたという車胤、雪の反射光を明かりとしたという孫康の故事にちなみ、唱歌「蛍の光」でも知られている。
窓の内保護者によって大切に育てられ、俗世間との交流が少ない様子をいう。「深窓の令嬢」などという言い回しがなされる。
窓際企業などで、役職や年季相応の仕事を担当せずにぶらぶらと過ごしている状態を揶揄的にいったもの。そういった人をさして「窓際族」ともいう。
社会の窓ズボンの前面のファスナーの俗語。

## ギャラリー

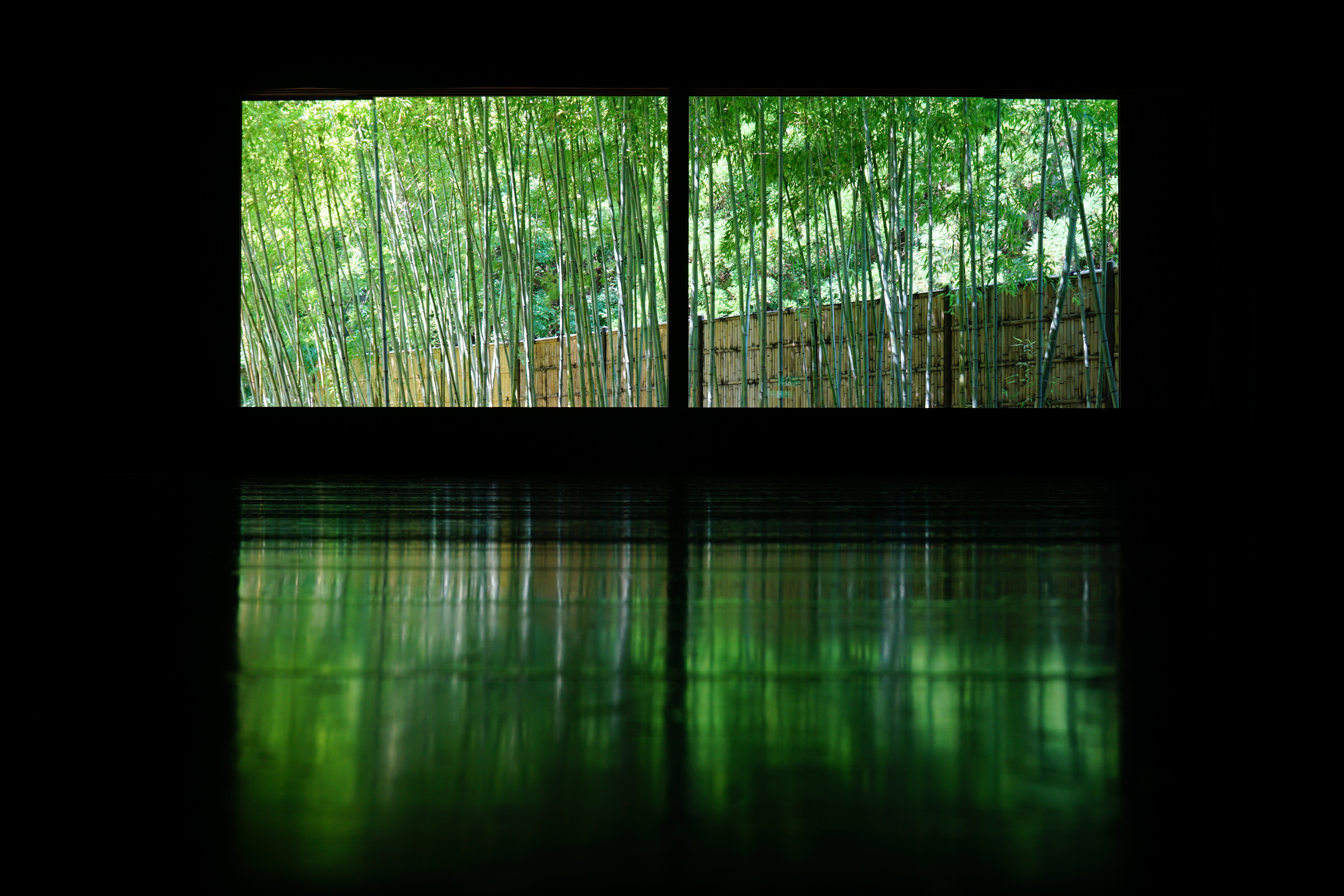
ピクチャーウィンドウ （若州一滴文庫）
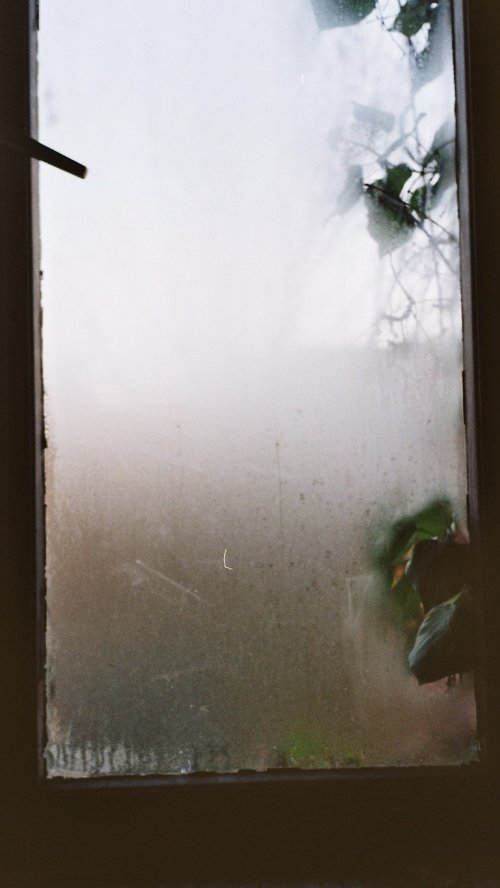
曇りガラス
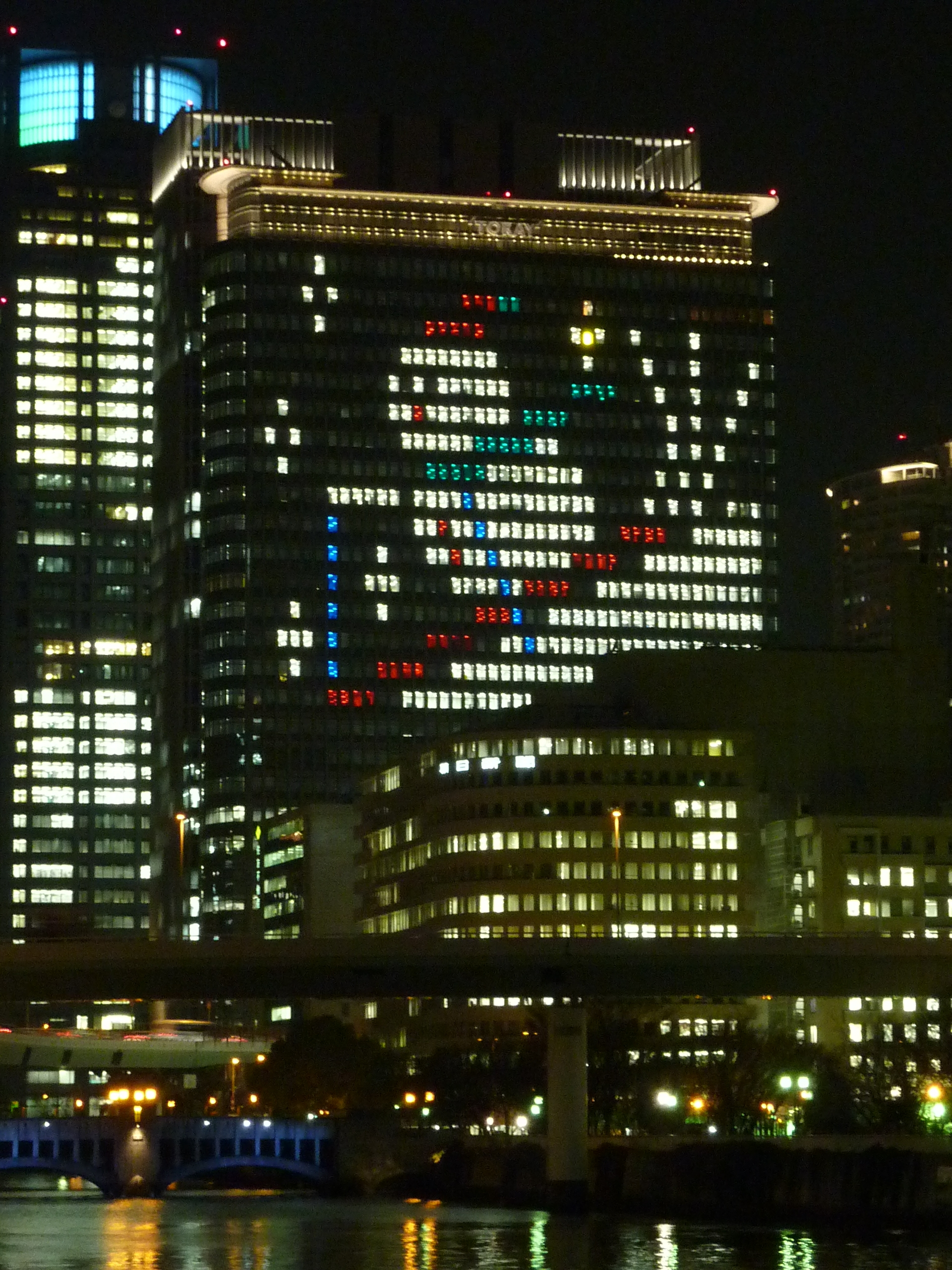
ウインドウアート（中之島三井ビルディング）
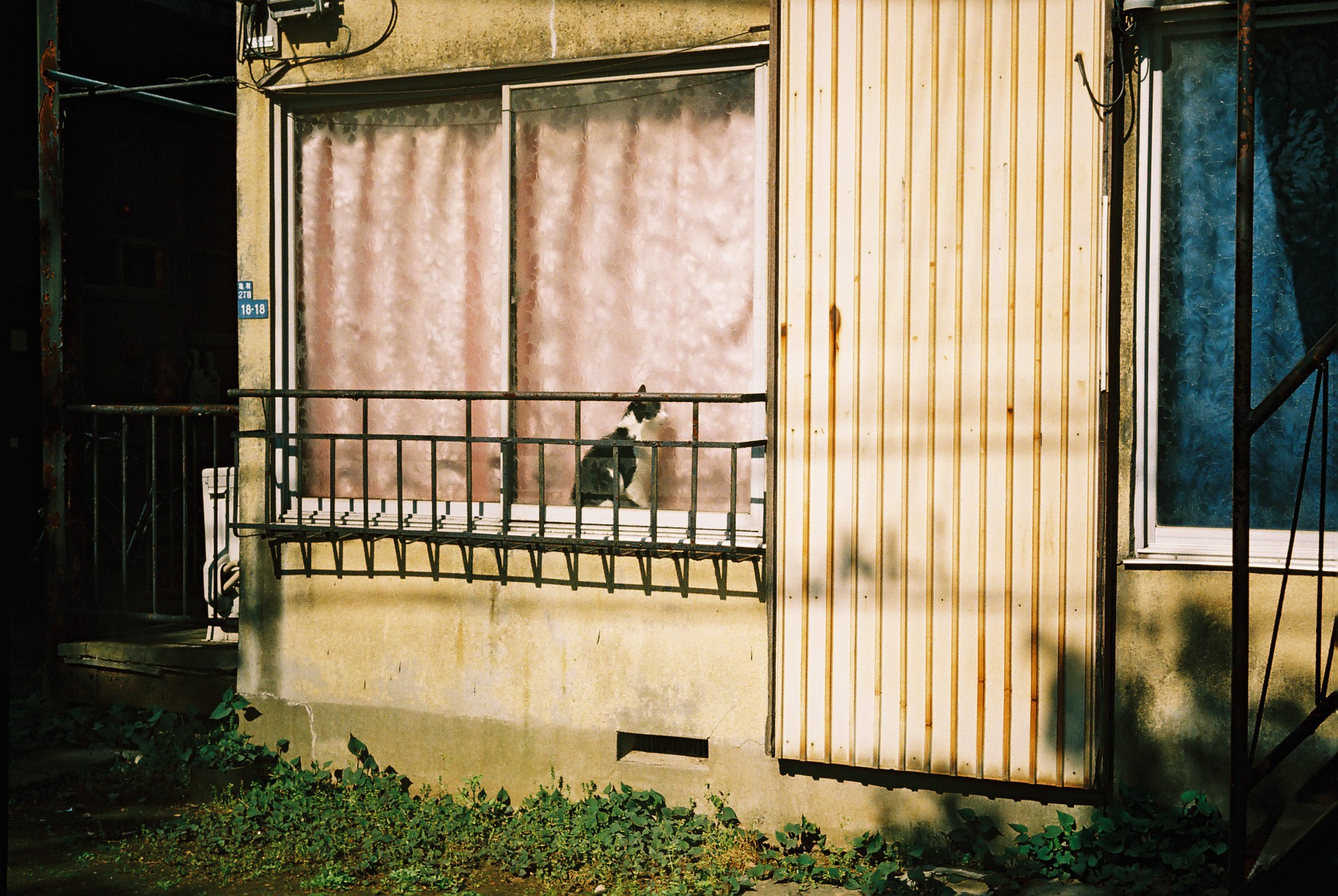
窓柵（1階）
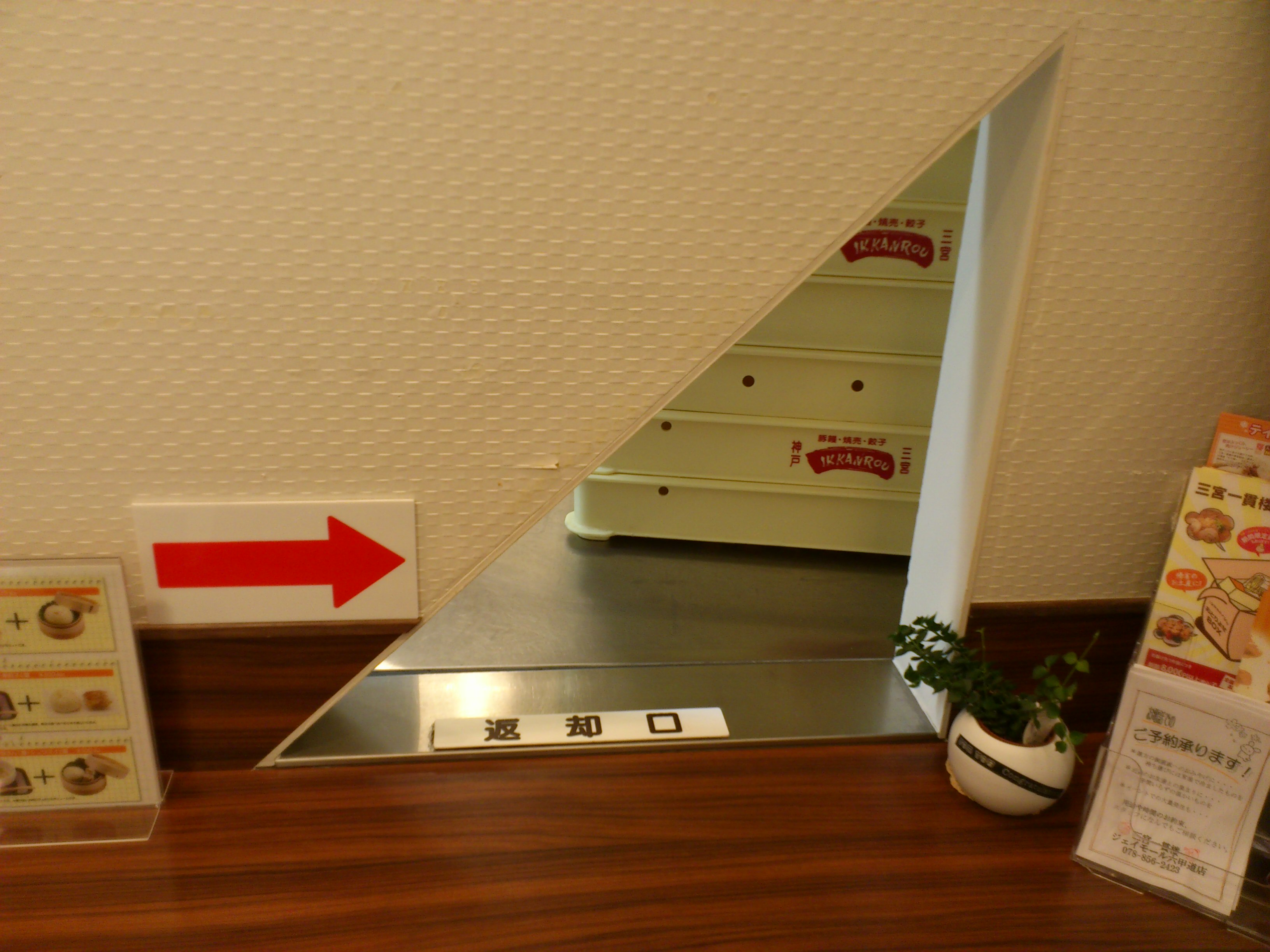
セルフサービス店の返却口

### 関係書籍
- 酒井一光『窓から読みとく近代建築』学芸出版社　ISBN 4-7615-2387-5